# Piotr Malinowski (taternik)
Piotr Malinowski (ur. 31 marca 1944 w Pińczowie, zm. 26 maja 1995 w Krakowie) – ratownik tatrzański, taternik, alpinista.

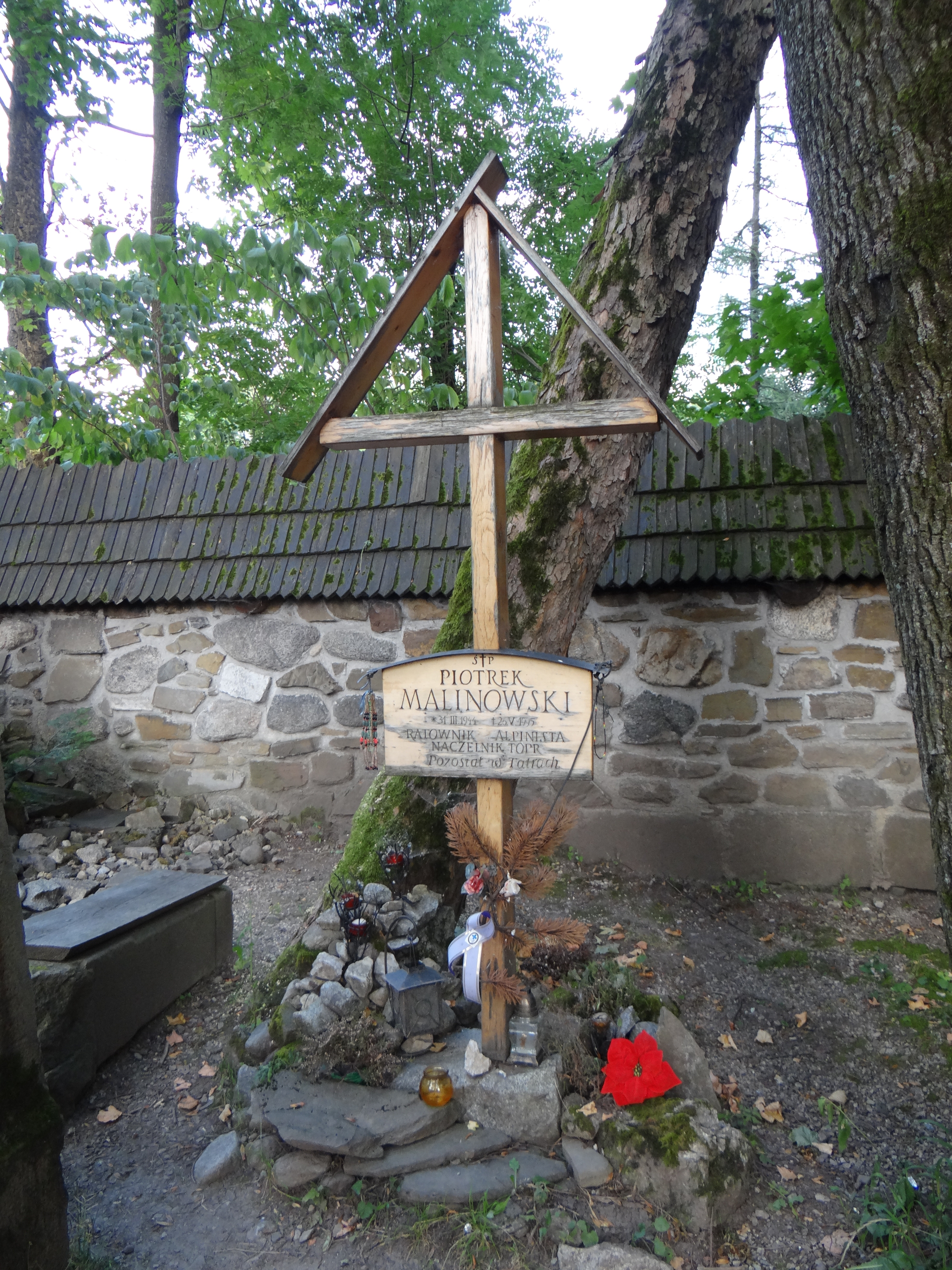
Symboliczny grób Piotra Malinowskiego

Wspinał się w Andach, Himalajach, Kaukazie, Pamirze, Hindukuszu, Norwegii i w dawnej Jugosławii. Autor kilku pierwszych wejść, m.in. zimowego przejścia drogą Harlina w zachodniej ścianie Petit Dru w Alpach (z Marianem Piekutowskim, Zbigniewem Wachem i Janem Wolfem). W 1978 r. wraz z Józefem Olszewskim i Krzysztofem Żurkiem dokonał zimowego przejścia grani głównej Tatr w 10 dni. Ratownik tatrzański, specjalista od trudnych zjazdów wysokogórskich, m.in. z Mylnej Przełęczy przez Komin Drewnowskiego do Czarnego Stawu.
Od 1963 r. był członkiem Polskiego Związku Alpinizmu, w 1968 r. został ratownikiem tatrzańskim. W latach 1984–87 był kierownikiem Centralnego Ośrodka Szkolenia Polskiego Związku Alpinizmu na Hali Gąsienicowej. W latach 1987–1991 naczelnik Grupy Tatrzańskiej GOPR, a od 1991 do 1995 r. naczelnik TOPR. Zmarł w 1995 r. wskutek komplikacji po pozornie niegroźnej operacji łąkotki; jego prochy zostały rozrzucone na Polanie Jaworowej w Tatrach. Na Starym Cmentarzu (na Pęksowym Brzyzku) znajduje się symboliczna mogiła.
Od 1997 r. w Zakopanem organizowane są zawody w narciarstwie wysokogórskim pod nazwą Memoriał Piotra Malinowskiego; 24 kwietnia 2012 r. odbyła się jego XV edycja.
23 kwietnia 2017 roku w Zakopanem odbyła się premiera filmu dokumentalnego o Piotrze Malinowskim pt: „Piotr Malinowski. 33 zgłoś się...”, w reżyserii Roberta Żurakowskiego i Bartosza Szwasta.